# Zheani
Zheani, pseudonimo di Zheani Sparkes (26 aprile 1993), è una cantante, modella e attrice australiana.
Il suo genere musicale è chiamato fairy trap (o pixie trap) ed è caratterizzato da elementi di intersezione tra rap, hip-hop, trap, nu metal e musica elettronica.
Da sempre artista indipendente crea e produce da sé ogni singolo, non volendo sottostare alle possibili costrizioni dell'industria discografica.

## Biografia
Zheani è nata il 26 Aprile 1993, nella parte rurale del Queensland, a Bundaberg, in Australia ed ha vissuto la propria infanzia in Wallaville. Fin da piccola appassionata dell'arte cinematografica, si è sempre sentita estranea al proprio ambiente e ha ritrovato nella musica un mezzo per esprimere sé stessa e le proprie emozioni. Parte di una famiglia con scarse possibilità economiche, ha frequentato la Rosedale State School e ha portato avanti la propria passione per il rap da autodidatta, in quanto non incoraggiata a perseguire una carriera artistica. Il rapporto con i propri genitori è stato nel tempo complesso, a causa della tossicodipendenza e successiva perdita del padre, uomo sensibile e spirituale ma distante, e delle relazioni sentimentali della madre con uomini aggressivi e spesso violenti durante l'adolescenza, come menzionato anche nel brano DIRTBIKE.
È stata la prima persona della propria famiglia ad iscriversi all'università ma non ha poi completato il percorso accademico. Ha una sorella maggiore di nome Kali e una sorella minore di nome Georgia, citata anche nella canzone 2002 (The Hook is a prayer).
Zheani ritrova le proprie influenze musicali nella musica rap e rock anni '90 e primi 2000, citando Eminem, Pitbull, Marilyn Manson, the Cyprus Hills, Korn, My Chemical Romance  e Bright Eyes che ascoltava per differenziarsi dal clima rurale in cui viveva.
Nel 2018, a 25 anni, comincia a produrre sistematicamente la propria musica, con l'obiettivo di raccontare di sé e trovare catarsi rispetto al proprio passato.
Gran parte della sua musica, ad eccezione del singolo "Fear is a mind killer", è creata, girata e prodotta da Zheani stessa e il suo partner, incluso il trucco, che l'artista realizza da sola.
Nel 2020 è stata dichiarata vincitrice del premio 2020 Acclaim All-Star, concorso organizzato dalla rivista australiana Acclaim, focalizzata sulla celebrazione di musica e cultura hip-hop del posto.

### 2018 -Eight
Il primo album di Zheani è Eight, pubblicato il 17 aprile 2018, e racconta la storia di una ragazza proveniente da una piccola città che districandosi tra povertà, caos e case famiglia tenta di coronare il proprio sogno di diventare una star di Hollywood.
L'album consta di otto tracce, di cui solo l'ultima, Thought Criminal, singolo. In molteplici tracce sono presenti riferimenti al romanzo di Frank Herbert Dune, recitando anche nella sesta traccia La Litania contro la Paura.

### 2019 -The Line
The Line è un EP pubblicato l'8 marzo 2019 cit], particolarmente discusso e controverso, soprattutto per la traccia finale "The Question". Oltre infatti ai numerosi episodi di censura legati all'estetica ritualistica del rap di Zheani è proprio in questa raccolta di dieci singoli che la cantante decide di parlare nel dettaglio dell'esperienza vissuta con Yolandi Visser e Ninja dei Die Antwoord nel 2013, accusati da Zheani di averla circuita, manipolata e trafficata sessualmente in Sudafrica. La traccia ha portato il gruppo citato a rispondere con una lettera di cessazione e desistenza affinché il contenuto della canzone venisse censurato che però è stato ignorato da Zheani che ha invece fornito in risposta un video in cui vengono mostrate prove che supportino le sue accuse. Il 20 luglio 2019 The Line è stato nuovamente disponibile sulle varie piattaforme di streaming come The Line Censored, privi dell'ultima traccia, The Question, ora disponibile soltanto su SoundCloud.
L'EP è incentrato sul riscatto dalla manipolazione psicologica, sociale e psicofisica ed ha un range melodico che varia dal trap elettronico all'industriale.

### 2019 -Satanic Prostitute
Pubblicato il 23 maggio 2019, questo EP si pone come lavoro di riscatto per "dare qualcosa a voi fan mentre The Line resta ancora censurata sulle maggiori piattaforme di streaming."  Composto da quattro tracce presenta due tra i suoi brani più ascoltati su Spotify (Stabbed her to Death e Whore of Babylon). Zheani ha affermato che l'EP è stato composto in 4 giorni ed è totalmente incentrato sulla censura e la reinterpretazione degli epiteti che le sono stati rivolti in seguito alle controversie, usati contro di lei come insulti ma che lei rivendica pienamente in un'intervista: "Mi identifico con la prostituta di Babilonia, con la Madre delle meretrici; mi identifico con le streghe, le persone perseguitate; mi identifico con il tragico destino di coloro che danzano nudi col Diavolo. Ricavo forza da questi archetipi."
Il titolo stesso dell'EP è basato sulle parole usate dal gruppo Die Antwoord riguardo alla sua persona, in riferimento alle tematiche esoteriche dei suoi testi e ai suoi video e alla vendita di scatti erotici su varie piattaforme.

### 2020 -The Zheani Sparkes
Pubblicato il 29 maggio 2020, The Zheani Sparkes EP è un progetto su cui Zheani ha lavorato a lungo con il fine di dare spazio alla guarigione dal suo passato e dare contesto alla sua storia personale, come trasmutare la propria rabbia e il proprio dolore ed uscirne come una persona rinnovata. La prima e l'ultima traccia, Lava e Yippi Ky Yay, hanno i toni leggeri e fatati del genere fairy trap già affermato con Lie and Look, mentre le restanti otto sono focalizzate sul proprio cammino di crescita personale con ritmi più cupi e legati all'atmosfera metal.
La copertina dell'album è una sua foto risalente al 2008 per sottolineare il legame con la propria infanzia e i ricordi ad essa associati.
La quarta traccia "DIRT ON THE NAME OF STEVEN" insieme a "DIRTBIKE", sesto brano, prodotti come singoli prima dell'uscita dell'album, sono entrambi focalizzati sul rapporto coi propri genitori, parlando in particolare della tossicodipendenza del padre e della sua natura sentimentale e gentile, che, nel corso del tempo, è stata sfibrata dall'ambiente tossico che lo circondava.
In un'intervista al riguardo, Zheani ha affermato che "con l'EP Zheani Sparkes, prendo un passato di cui mi vergognavo e lo rivendico sapendo che mi ha reso la donna che sono oggi. Una donna di cui sono fiera."
Gli elementi visivi dell'album nelle canzoni "I Won't Sell My Soul", "DIRTBIKE" e "DIRT ON THE NAME OF STEVEN" sono stati creati in collaborazione con l'artista Mik Shida.
Gran parte delle canzoni rilasciate nel corso degli anni sono prodotte con la collaborazione di King Yosef.

### Ulteriori collaborazioni
- Carbon fiber coffin (2018): Pubblicato il 21 dicembre 2018 è un brano scritto in collaborazione con Ouija Macc, con l'etichetta indipendente Psychopatic Records come decima traccia dell'album Water Damage.
- Come find me in another life (2019): Brano in collaborazione con PRINCESSBRI, pubblicato il 2 luglio 2019 e nona traccia dell'album Little Baby B!tch.
- Orgy of enemies (2019): singolo composto con Angie e rilasciato il 17 maggio 2019.
- Monster Truck (2020) : Zheani ha collaborato nel singolo Monster Truck di Jazmin Bean, pubblicato a novembre 2020 e parte dell'album Worldwide Tour: the Re-Up. Il brano è prodotto da Jessica Winter e figura nel testo riferimenti sia alle passate controversie con i Die Antwoord sia al singolo DIRTBIKE. È presente come unico singolo collaborativo nell'album di Jazmin.
- Fairytale (2021): brano collaborativo tra 4s4ki e Zheani, parte dell'album Castle in Madness, diretto da Yusuke Oikawa, con mastering di Kotaro Kojima e mixato da Masayoshi Iimori. La prima parte della canzone è cantata da 4s4ki in giapponese mentre la seconda in inglese da Zheani.

## Discografia

### EP
- 2019 - The Line
- 2019 - Satanic Prostitute
- 2020 - The Zheani Sparkes EP
- 2021 - The Fairy Trap, Vol. 1
- 2022 - I Hate People On The  Internet
- 2023 - The Spiritual Meat Grinder

### Singoli
- 2018 - Lizard Queen
- 2018- Meaning > Happiness
- 2018 - Melt Away
- 2018 - Darker Emptier Simpler
- 2019 - Lie and Look
- 2019 - Lulu
- 2019 - I Won't Sell My Soul
- 2020 - DIRTBIKE
- 2020 - DIRT ON THE NAME OF STEVEN
- 2020 - Skin Walker
- 2020 - Brave New World
- 2021 - F**k the Hollywood cult
- 2022 - Napalm
- 2022 - Designer Sadness
- 2023 - Pathetic Waste
- 2023 - Bring Wet C**t
- 2023 - Hammerhead
- 2024 - Spoils of War
- 2024 - Sex Never Dies